# Guerra babilonese
La guerra babilonese fu un conflitto combattuto tra il 311 ed il 309 a.C. dai due diadochi Antigono Monoftalmo e Seleuco I Nicatore, conclusasi con la vittoria di quest'ultimo. Il conflitto pose fine ad ogni possibilità di restaurazione dell'impero di Alessandro Magno, risultato confermato nella battaglia di Ipso. Segnò anche la nascita dell'Impero seleucide dando a Seleuco il pieno controllo sulle satrapie orientali dell'ex Impero Macedone.

## Antefatto
Dopo la morte di Alessandro Magno, il 10 o 11 giugno 323 a.C., l'impero Macedone si disintegrò a causa del mancato riconoscimento di un successore. Ciò provocò una serie di lotte per il potere, chiamate guerre dei diadochi, in cui emerse la figura di Antigono I Monoftalmo come generale incontrastato d'Asia. Egli però incominciò ad avanzare comportamenti dispotici; fece uccidere Antigene ed il suo stesso alleato Peitone, accusato di pianificare una rivolta, inoltre destituì ed imprigionò il satrapo della Persia, Peucesta. Ritornato a Babilonia, il rapporto con il governatore della città, Seleuco, peggiorò e quest'ultimo avendo paura di fare una simile fine come quella di Peitone fuggì da Tolomeo I, in Egitto, e lo informò sulla situazione. Tolomeo, da parte sua, aveva sempre voluto indebolire Antigono e chiese auto immediatamente ai suoi alleati. La coalizione era composta da Tolomeo (al quale servizio stava Seleuco), Cassandro di Macedonia, Asandro in Caria e Lisimaco in Tracia. Sebbene la prima fase della guerra procedesse bene per Antigono, la sconfitta di Demetrio Poliorcete a Gaza nel 312 a.C. permise a Tolomeo, non solo di riconquistare la Palestina e la Siria perduta, ma anche di dare un esercito a Seleuco per colpire l'ex satrapia di quest'ultimo, nonché il centro dell'impero. Sebbene Antigono riconquistò ancora una volta il Levante da Tolomeo, il danno era fatto. Seleuco, infatti, si trovava già vicino Babilonia ed il solo pensiero di perdere le provincie orientali era troppo grande per il Monoftalmo. Nel dicembre del 311 a.C., le parti in guerra conclusero la pace dei dinasti e ognuno riconobbe i possedimenti dell'altro. L'unico sovrano escluso fu proprio Seleuco.

## Svolgimento
Seleuco, rinforzato con veterani macedoni di Carre (Harran), raggiunse la sua ex capitale Babilonia nella seconda metà di maggio del 311 a.C. e fu presto riconosciuto come il nuovo sovrano. Solo la fortezza rimase occupata da una guarnigione fedele ad Antigono. Per spezzare questa resistenza, Seleuco costruì una diga nell'Eufrate, creando un lago artificiale; ad agosto ruppe improvvisamente la diga ed un'ondata di piena distrusse le mura della fortezza.

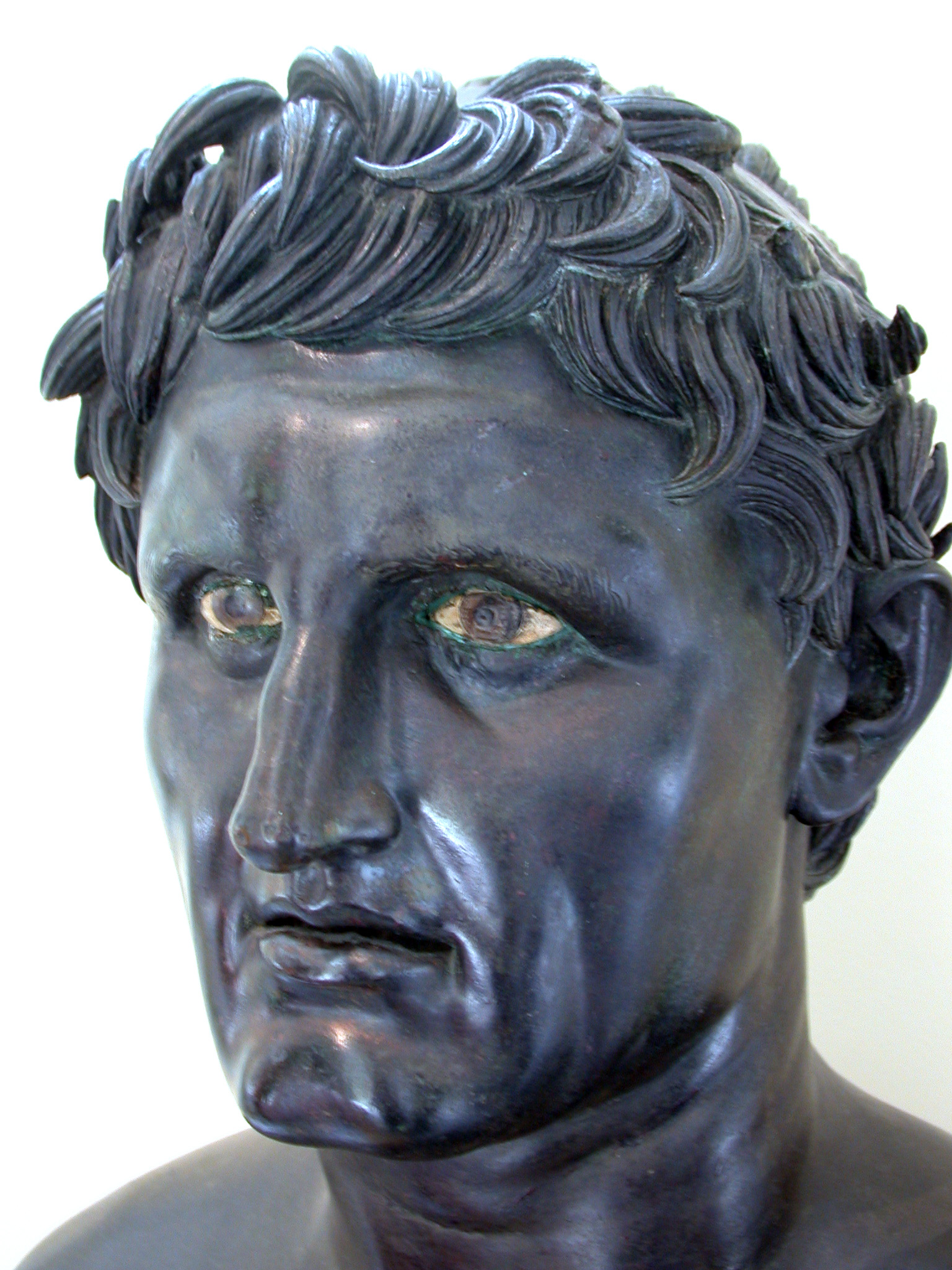
Busto di Seleuco I Nicatore, Museo archeologico nazionale, Napoli

I satrapi di Antigono in Media ed Aria, chiamati Nicanore ed Euagora, decisero di intervenire con un esercito di 10 000 fanti e 7 000 cavalieri. Quello che non sapevano era che Seleuco ed un esercito di 3 000 fanti e 400 cavalieri li stavano aspettando vicino al fiume Tigri dal settembre 311 a.C. Nascondendo i suoi uomini in una delle paludi e attaccando di notte, Seleuco riuscì a sconfiggere l'esercito macedone di Nicanore ed Euagora, dopo di che i soldati iraniani decisero di schierarsi con il sovrano di Babilonia. Senza problemi, Seleuco riuscì ad attraversare i monti Zagros, ed occupare Ecbatana (capitale della Media), proseguendo fino a Susa (capitale dell'Elam). Grazie a queste vittorie, Seleuco controllava l'Iraq meridionale e la Persia.

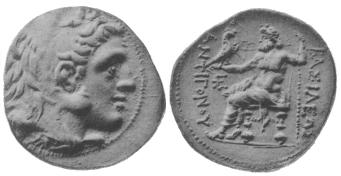
Moneta di Antigono I Monoftalmo, raffigurante Eracle

La notizia della sconfitta di Nicanore ed Euagora arrivò ad Antigono all'incirca al tempo della firma della Pace dei Dinasti (dicembre 311 a.C.). Venendone a conoscenza, ordinò a suo figlio Demetrio di marciare immediatamente su Babilonia e ristabilire l'ordine; arrivò all'inizio della primavera del 310 a.C., quando Seleuco era ancora ad est. Sebbene Demetrio fosse riuscito ad entrare in Babilonia, non fu in grado di far fronte alla resistenza che i seguaci di Seleuco erano stati in grado di organizzare, e tornò da suo padre in Siria senza aver raggiunto il suo obiettivo. Antigono tentò di nuovo la conquista nell'autunno del 310 a.C., riuscendo anche lui ad entrare in Babilonia, ma fu costretto a lasciare la città nel marzo 309 a.C. Ritornato a nord-ovest, incontrò l'esercito di Seleuco che, ordinando ai suoi soldati di consumare il pasto durante la notte, attaccò i soldati di Antigono mentre stavano ancora facendo colazione, ottenendo una vittoria decisiva.

## Conseguenze
Antigono si ritirò e accettò la pace di Seleuco. Con ciò, Babilonia, Media ed Elam furono cedute a Seleuco. Il vincitore si spostò ora ad est e raggiunse la valle del fiume Indo, dove concluse un trattato sfavorevole con Chandragupta Maurya, a causa delle sue pesanti sconfitte. L'imperatore Maurya ricevette le parti orientali dell'impero seleucide, che includevano l'Afghanistan, il Pakistan e l'India occidentale, ma in cambio diede a Seleuco una formidabile forza di cinquecento elefanti da guerra, che sarebbero stati utilissimi per l'inevitabile scontro decisivo con Antigono. Aggiungendo tutto la Persia e l'Afghanistan, Seleuco divenne il sovrano più potente dai tempi di Alessandro Magno, ma la a restaurazione dell'ex impero macedone dopo la guerra babilonese, non fu più possibile. Questo esito fu confermato nella quarta guerra dei diadochi (308-301 a.C.) e nella Battaglia di Ipso nel 301 a.C.

## Fonti
La nostra conoscenza della guerra babilonese è quasi inesistente, e la maggior parte di essa si basa su Diodoro Siculo, in Storia del mondo, 19.90-93 e 19 100 Egli discute sulla battaglia di Seleuco contro i satrapi e Demetrio e offre numeri plausibili per gli eserciti, ma ignora la campagna di Antigono. Questo è descritto in una delle Cronache babilonesi contemporanee, la Cronaca dei Diadochi Archiviato il 29 settembre 2018 in Internet Archive. (= ABC 10 = BCHP 3), che offre anche il quadro cronologico. Dalla pubblicazione di questa tavoletta cuneiforme, ora trovasi al British Museum, la nostra comprensione di questo conflitto è parecchio aumentata.